# Steffi Gerlinde Riedel-Heller
Steffi Gerlinde Riedel-Heller (* 9. Juni 1964 in Rodewisch) ist eine deutsche Medizinerin, Wissenschaftlerin und Hochschullehrerin. Sie ist Professorin für Public Health und Sozialmedizin und leitet das Institut für Sozialmedizin und Public Health am Universitätsklinikum Leipzig.

## Leben
Steffi Gerlinde Riedel-Heller machte von 1982 bis 1985 eine Ausbildung zur Psychiatriepflegerin und begann unmittelbar im Anschluss ein Studium der Medizin in Leipzig.
Während ihrer Zeit als Ärztin im Praktikum engagierte Riedel-Heller sich im Rahmen des Projekts Ärzte für die Dritte Welt und arbeitete in Mindanao auf den Philippinen. Im Jahr 1994 promovierte sie an der Universität Leipzig mit der Arbeit "Gemeindenahe sektorisierte Versorgung psychisch Kranker an der Klinik und Poliklinik für Psychiatrie der Universität Leipzig in den Jahren 1988–1990. Analyse der stationären und teilklinischen Inanspruchnahme aus institutioneller und populationsbezogener Sicht". 1994 bis 1995 absolvierte Riedel-Heller ein Studium zum Master of Public Health an der Johns Hopkins University im US-Bundesstaat Maryland. Von 1995 bis 2000 absolvierte sie ihre Facharztausbildung an der Klinik für Psychiatrie an der Universität Leipzig und habilitierte sich mit der Arbeit "Epidemiologie demenzieller Erkrankungen" für das Fach Psychiatrie.
Im Jahr 2004 wurde Riedel-Heller Professorin für Public Health. Seit 2010 leitet sie als Professorin für Sozialmedizin das Institut für Sozialmedizin, Arbeitsmedizin und Public Health an der Medizinischen Fakultät der Universität Leipzig.

### Wissenschaftlicher Beitrag
Riedel-Heller forscht insbesondere zu Vorkommen und Verbreitung psychischer und somatischer Erkrankungen im Alter. Sie arbeitet zur  Prävention und Versorgungsforschung in den Themenfeldern kognitive Störungen, Demenzen und Depression. Riedel Heller gilt als Wegbereiterin der psychiatrischen Epidemiologie. Mit der Leitung des Instituts für Sozialmedizin bei gleichzeitiger Qualifikation als Fachärztin für Psychiatrie stellt ihre Arbeit einen Brückenschlag zwischen Forschung und Praxis dar und ermöglicht einen Transfer wissenschaftlicher Erkenntnisse in den klinischen Alltag.

## Engagement
Riedel-Heller ist seit 2013 im Vorstand der Deutschen Gesellschaft für Psychiatrie, Psychotherapie,
Psychosomatik und Nervenheilkunde (DGPPN). Die Gesellschaft begreift sich als "Stimme der Psychiater" und bietet eine Plattform für alle auf dem Gebiet der psychischen Gesundheit tätigen Versorger und Behandler. Riedel-Heller engagiert sich in der DGPPN insbesondere als stellvertretende Leiterin des Referats Psychosoziale Versorgungsforschung und Public Mental Health. Im Bundesverband der Angehörigen psychisch erkrankter Menschen ist Riedel-Heller im Wissenschaftlichen Beirat aktiv. Der BApK setzt sich für eine Verbesserung der Versorgung psychisch erkrankter Menschen und der Situation ihrer Familien ein.

### Weitere Mitgliedschaften
- Deutsche Gesellschaft für Epidemiologie
- Deutsche Gesellschaft für Sozialmedizin und Prävention
- International Federation for Psychiatric Epidemiology

### Ehrungen
- 2017 Alzheimer Forschungspreis der Hans und Ilse Breuer Stiftung

## Publikationen
Fachbücher als Mitautorin
- Psychosoziale Therapien bei schweren psychischen Erkrankungen: Patientenleitlinie für Betroffene und Angehörige, Springer Verlag 1. Aufl. 2014, 2. Aufl. 2019
- Camberwell Assessment of Need for the Elderly – CANE: Handbuch für die adaptierte deutsche Version, Psychiatrie Verlag 2019
- Psychosoziale Therapien für eine verbesserte Partizipation am gesellschaftlichen Leben: Schulungsmaterial zur Informationsveranstaltung für Menschen, Psychiatrie Verlag 2021

Als Mitherausgeberin
- S3-Leitlinie Psychosoziale Therapien bei schweren psychischen Erkrankungen: S3-Praxisleitlinien in Psychiatrie und Psychotherapie, Springer 2019